# Provincia de Yauf
Yauf (en árabe: الجوف, āl-Jawf, AFI:ælˈʤɑu̯f) es una región de Arabia Saudita, situada en el norte del país haciendo frontera con Jordania. Tiene un área de 100 212 kilómetros cuadrados y una población de 440 009 habitantes (2010). Su capital es Sakaka.

## Gobernaciones
- Sakaka
- Qurayyat
- Dumat Al-Jandal

- Datos: Q1471266
- Multimedia: Al-Jowf Province / Q1471266